# Cantone di Mézel
Il Cantone di Mézel è una divisione amministrativa soppressa dell'arrondissement di Digne-les-Bains.
A seguito della riforma approvata con decreto del 24 febbraio 2014, che ha avuto attuazione dopo le elezioni dipartimentali del 2015, dal 1º aprile 2015 è stato accorpato al Cantone di Riez.

## Composizione
Comprendeva 8 comuni:
- Beynes
- Bras-d'Asse
- Châteauredon
- Estoublon
- Majastres
- Mézel
- Saint-Jeannet
- Saint-Julien-d'Asse